# Woirel
Woirel é uma comuna francesa na região administrativa de Altos da França, no departamento de Somme. Estende-se por uma área de 1,85 km². Em 2010 a comuna tinha 63 habitantes (densidade: 34,1 hab./km²).